# Chloë Sevigny
Chloë Stevens Sevigny (Springfield, 18 novembre 1974) è un'attrice ed ex modella statunitense, vincitrice di un Golden Globe per la serie TV Big Love e candidata all'Oscar per il ruolo di Lana Tisdel in Boys Don't Cry nel 1999.

## Biografia
Chloë Sevigny nasce a Springfield, nel Massachusetts, il 18 novembre 1974 da David Sevigny, un contabile statunitense di origini franco-canadesi, e da Janine Malinowski, una casalinga statunitense di origini polacche ma cresce a Darien, nel Connecticut, dove si è trasferita la famiglia. La sua prima performance artistica di rilievo è la partecipazione al video musicale del singolo Sugar Kane, singolo estratto dall'album Dirty dei Sonic Youth. Esordisce nel cinema con il controverso film indipendente Kids di Larry Clark (1995), incentrato su un gruppo di adolescenti alle prese con sesso e droga. Ancora per il cinema indipendente lavora anche in Mosche da bar del 1996, e Gummo di Harmony Korine (1997).
La notorietà arriva nel 1999 grazie al ruolo di Lana, una giovane provinciale innamorata di un ragazzo transgender, Brandon Teena, nel film Boys Don't Cry, che le procura una candidatura sia al premio Oscar alla miglior attrice non protagonista che al Golden Globe. Nel 2000 interpreta il ruolo di Amy in If These Walls Could Talk 2 (episodio 1972). Il successo di Boys Don't Cry le permette di lavorare in produzioni più importanti come American Psycho (2000) e Dogville (2003) di Lars von Trier. Nel 2003 Cloe Sevigny accetta il ruolo di Daisy nel film The Brown Bunny di Vincent Gallo, suscitando clamore per una scena di sesso orale non simulata con il regista e co-protagonista, che in quel periodo era il suo compagno.
Dal 2006 la Sevigny è coprotagonista della serie televisiva della HBO, Big Love, che ruota intorno alla storia di una famiglia di poligami, e sempre nello stesso anno in Zodiac, di David Fincher. Nel 2010 recita in My Son, My Son, What Have Ye Done di Werner Herzog, mentre nel 2012 e nel 2015 viene scelta da Ryan Murphy per far parte dell cast della serie antologica American Horror Story, nella seconda stagione American Horror Story: Asylum e nella quinta stagione American Horror Story: Hotel.
Chloë Sevigny è stata anche testimonial per importanti marchi come Louis Vuitton, Miu Miu, H&M e MAC Cosmetics. Attualmente sta lavorando ad una propria linea di abbigliamento e la casa di moda francese Chloé ha annunciato che la Sevigny sarà una delle testimonial per il suo nuovo profumo. Nel 2016 esordisce alla regia con il cortometraggio Kitty, tratto da un racconto di Paul Bowles. L'anno seguente realizza, per la serie Miu Miu Women's Tales, il cortometraggio Carmen, presentato al Festival di Venezia.

## Filmografia

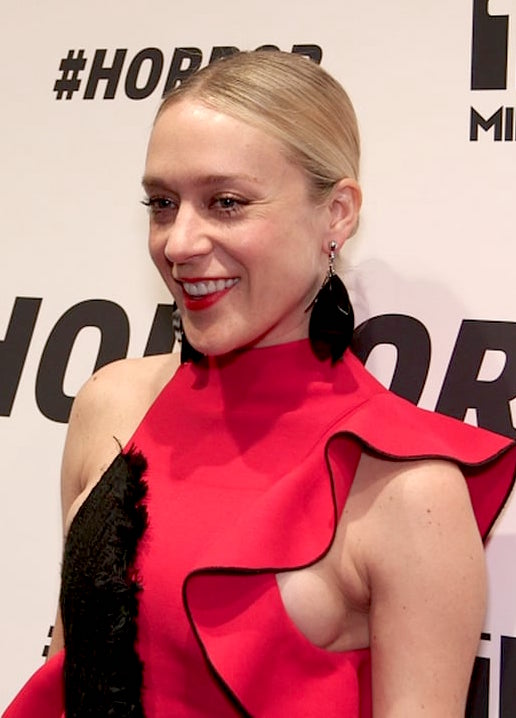
Chloe Sevigny nel 2015

### Attrice

#### Cinema
- Kids, regia di Larry Clark (1995)
- Mosche da bar (Trees Lounge), regia di Steve Buscemi (1996)
- Gummo, regia di Harmony Korine (1997)
- Palmetto - Un torbido inganno (Palmetto), regia di Volker Schlöndorff (1998)
- The Last Days of Disco, regia di Whit Stillman (1998)
- Boys Don't Cry, regia di Kimberly Peirce (1999)
- Julien Donkey-Boy, regia di Harmony Korine (1999)
- La mappa del mondo (A Map of the World), regia di Scott Elliott (1999)
- American Psycho, regia di Mary Harron (2000)
- Ten Minutes Older, regia di Jim Jarmusch (2002) - segmento Int. Trailer. Night.
- Demonlover, regia di Olivier Assayas (2002)
- Dogville, regia di Lars von Trier (2003)
- Death of a Dynasty, regia di Damon Dash (2003)
- Party Monster, regia di Fenton Bailey e Randy Barbato (2003)
- The Brown Bunny, regia di Vincent Gallo (2003)
- L'inventore di favole (Shattered Glass), regia di Billy Ray (2004)
- Melinda e Melinda (Melinda and Melinda), regia di Woody Allen (2004)
- Manderlay, regia di Lars von Trier (2005)
- Broken Flowers, regia di Jim Jarmusch (2005)
- 3 Needles, regia di Thom Fitzgerald (2005)
- Mrs. Harris, regia di Phyllis Nagy (2005)
- Lying, regia di M. Blash (2006)
- Sisters, regia di Douglas Buck (2006)
- Zodiac, regia di David Fincher (2007)
- My Son, My Son, What Have Ye Done, regia di Werner Herzog (2009)
- The Killing Room, regia di Jonathan Liebesman (2009)
- 42 One Dream Rush, registi vari – cortometraggio (2009)
- Beloved, regia di Will Frears – cortometraggio (2009)
- Mr. Nice, regia di Bernard Rose (2010)
- Barry Munday - Papà all'improvviso (Barry Munday), regia di Chris D'Arienzo (2010)
- All Flowers in Time, regia di Jonathan Caouette – cortometraggio (2010)
- Fight for Your Right Revisited, regia di Adam Yauch – cortometraggio (2011)
- The Wait, regia di M. Blash (2013)
- Lovelace, regia di Rob Epstein e Jeffrey Friedman (2013)
- Little Accidents, regia di Sarah Colangelo (2014)
- Amore e inganni (Love & Friendship), regia di Whit Stillman (2016)
- Golden Exits, regia di Alex Ross Perry (2017)
- Beatriz at Dinner, regia di Miguel Arteta (2017)
- The Dinner, regia di Oren Moverman (2017)
- Charley Thompson (Lean on Pete), regia di Andrew Haigh (2017)
- L'uomo di neve (The Snowman), regia di Tomas Alfredson (2017)
- Lizzie, regia di Craig William Macneill (2018)
- I morti non muoiono (The Dead Don't Die), regia di Jim Jarmusch (2019)
- Queen & Slim, regia di Melina Matsoukas (2019)
- Bones and All, regia di Luca Guadagnino (2022)
- After the Hunt - Dopo la caccia (After the Hunt), regia di Luca Guadagnino (2025)

#### Televisione
- 1972, episodio di Women (If These Walls Could Talk 2), regia di Martha Coolidge – film TV (2000)
- Will & Grace – serie TV, episodio 6x17 (2004)
- Mrs. Harris, regia di Phyllis Nagy – film TV (2005)
- Big Love – serie TV, 53 episodi (2006-2011)
- Law & Order - Unità vittime speciali (Law & Order: Special Victims Unit) – serie TV, episodio 13x18 (2012)
- Louie – serie TV, 1 episodio (2012)
- Hit & Miss – serie TV, 6 episodi (2012)
- American Horror Story – serie TV, 18 episodi (2012-2016)
- Portlandia – serie TV, 9 episodi (2013)
- The Mindy Project – serie TV, 6 episodi (2013)
- Those Who Kill – serie TV, 10 episodi (2014)
- Bloodline – serie TV, 24 episodi (2015-2017)
- Comrade Detective – serie TV, 6 episodi (2017) - voce
- Russian Doll – serie TV, episodio 1x07 (2019-2022)
- The Act – serie TV, 8 episodi (2019)
- We Are Who We Are – miniserie TV, 6 puntate (2020)
- Feud: Capote vs. The Swans – miniserie TV, 8 puntate (2024)
- Monsters: la storia di Lyle ed Erik Menendez (Monsters: The Lyle and Erik Menendez Story) – miniserie TV (2024)

### Regista
- Kitty – cortometraggio (2016)
- Carmen – cortometraggio (2017)

## Discografia parziale

### Singoli
- 2016 – Heaven Scent (con Soulwax)

## Riconoscimenti
- Premio Oscar
  - 2000 – Candidatura alla miglior attrice non protagonista per Boys Don't Cry
- Golden Globe
  - 2000 – Candidatura alla miglior attrice non protagonista per Boys Don't Cry
  - 2010 – Miglior attrice non protagonista in una serie per Big Love
- Screen Actors Guild Award
  - 2000 – Candidatura alla miglior attrice non protagonista per Boys Don't Cry
- Critics' Choice Awards
  - 2011 – Candidatura alla miglior attrice non protagonista in una serie drammatica per Big Love
- Independent Spirit Awards
  - 2000 – Miglior attrice non protagonista per Boys Don't Cry
- Satellite Award
  - 1999 – Miglior attrice non protagonista per Boys Don't Cry
  - 2009 – Candidatura alla miglior attrice non protagonista in una serie, mini-serie o film per la televisione per Big Love
  - 2012 – Candidatura alla miglior attrice in una serie drammatica per Hit & Miss

## Doppiatrici italiane
Nelle versioni in italiano delle opere in cui ha recitato, Chloë Sevigny è stata doppiata da:
- Chiara Colizzi ne La mappa del mondo, My Son, My Son, What Have Ye Done, The Act
- Barbara De Bortoli ne L'inventore di favole, The Dinner, Monster
- Deborah Ciccorelli in Big Love, Mr. Nice, I morti non muoiono
- Rossella Acerbo in Law & Order - Unità vittime speciali, Zodiac, L'uomo di neve
- Ilaria Latini in Mosche da bar, Electric Side, Amore e inganni
- Sabrina Duranti in American Horror Story, Those Who Kill, Feud
- Myriam Catania in Boys Don't Cry, Sisters
- Georgia Lepore in Kids
- Alessandra Karpoff in Palmetto - Un torbido inganno
- Cristina Boraschi in American Psycho
- Stella Musy in Dogville
- Ilaria Stagni in Melinda e Melinda
- Emanuela D'Amico in Broken Flowers
- Rachele Paolelli in Mrs. Harris
- Laura Lenghi in The Killing Room
- Connie Bismuto in Bloodline
- Marzia Dal Fabbro in Charley Thompson
- Chiara Oliviero in Russian Doll
- Claudia Catani in We Are Who We Are
- Francesca Fiorentini in Bones and All